# Яцимірська Марія Григорівна
Марія Григорівна Яцимірська (нар. 9 грудня 1955, Львів) — український науковець у галузі філології та журналістики, доктор політичних наук, кандидат філологічних наук, професор, завідувач кафедри мови засобів масової інформації факультету журналістики Львівського національного університету імені Івана Франка, член Національної спілки журналістів України.

## Біографія
Народилась у Львові. Закінчила факультет журналістики Львівського державного університету імені Івана Франка за спеціальністю  — журналістика, аспірантуру ЛНУ імені Івана Франка за спеціальністю — теорія та історія журналістики.
З вересня 1987 року працює асистентом, доцентом кафедри мови засобів масової інформації факультету журналістики Львівського державного університету імені Івана Франка, була заступником декана факультету журналістики.
Захистила докторську дисертацію «Психологічні засади впливу засобів масової інформації на формування політичної свідомості». Має професорське звання.
На цей час є завідувачем кафедри мови засобів масової інформації факультету журналістики Львівського національного університету імені Івана Франка.
Живе у Львові.

## Науковий доробок
До кола наукових зацікавлень Марії Яцимірської входять проблеми культури української мови в ЗМІ, персвазивної журналістики, мовної комунікації в соціальних мережах та мовної політики Європейського Союзу.
Навчальні посібники, монографії:
- Культура мови журналіста / Марія Яцимірська. Львів: ПАІС, 2017. Вид.2-е.
- Моделі міжкультурної персвазії в інтернеті / Марія Яцимірська // Колективна монографія «Сучасна медіакультура: контент, концепції, перспективи (українсько-польський досвід)». — Львів: ЛНУ імені Івана Франка, 2012.
- Культура фахової мови журналіста / Марія Яцимірська. — Львів: ПАІС, 2004.
- Сучасна українська мова: Практикум із пунктуації / Марія Яцимірська. Навч. посіб. — 2-е вид. — К.: Знання, 2009.
- Термінологічно-понятійний мінімум студента-журналіста / Марія Яцимірська. Навч. посіб. — Львів: ПАІС, 2008.
- Сучасний медіатекст: Словник-довідник / Марія Яцимірська. — Львів: ПАІС, 2005.